# Qualifications pour la coupe du monde de hockey sur gazon 2010
Le WorldHockey World Cup Qualifier est un tour de barrage pour se qualifier pour la Coupe du monde de hockey sur gazon masculin 2010

## Équipes
- France au 17e rang mondial
- Italie 1er réserviste
- Pakistan au 7e rang mondial
- Japon au 14e rang mondial
- Russie au 23e rang mondial
- Pologne au 22e rang mondial

## Résultat

### Samedi 31 octobre
- Japon 4 (1-0) 0  Russie
- Pakistan 5 (1-0) 0  Italie
- France 2 (1-1) 2  Pologne

### Dimanche1ernovembre
- Pakistan 5 (3-0) 0  Russie
- Japon 3 (3-2) 2  Pologne
- Italie 0 (0-1) 3  France

### Lundi 2 novembre
Repos

### Mardi 3 novembre
- Italie 0 (0 -1) 3  Japon
- Pologne 2 (2- 0) 1  Russie
- France 2 (1 -2) 4  Pakistan

### Mercredi 4 novembre
Repos

### Jeudi 5 novembre
- Pologne 4 (1-0) 1  Italie
- Japon 1 (0-2) 6  Pakistan
- Russie 3 (1-2) 4  France

### Vendredi 6 novembre
Repos

### Samedi 7 novembre
- Pakistan 2 (1-0) 3  Pologne
- Russie 2 (0-2) 2  Italie
- France 2 (1-2) 3  Japon

## Classement
| Rang | Pays     | Pts | V | N | D | Bp | Bc | Diff |
| ---- | -------- | --- | - | - | - | -- | -- | ---- |
| 1    | Pakistan | 12  | 4 | 0 | 1 | 22 | 6  | +16  |
| 2    | Japon    | 12  | 4 | 0 | 1 | 14 | 10 | +4   |
| 3    | Pologne  | 10  | 3 | 1 | 1 | 13 | 9  | +4   |
| 4    | France   | 7   | 2 | 1 | 2 | 13 | 12 | +1   |
| 5    | Russie   | 1   | 0 | 1 | 4 | 6  | 17 | -11  |
| 6    | Italie   | 1   | 0 | 1 | 4 | 3  | 17 | -14  |

## Tour Final

### Dimanche 8 novembre

#### Match de Classement
- 5e  Russie 2 (2-0) 0  Italie 6e
- 3e  Pologne 5 (1-3) 4  France 4e

#### Finale
| 7 novembre 2009 | Pakistan                                     | 3 – 1 | Japon                  | Lille                                      |                                            |
| 16h00           | Abdul Haseem Khan 12e Sohail Abbas 24e ; 41e |       | Kazuhiro Tsubouchi 27e | Arbitrage : Murray Grime, Marcelo Servetto | Arbitrage : Murray Grime, Marcelo Servetto |

## Classement Final
| Place | Nom      | Statut                                                            |
| ----- | -------- | ----------------------------------------------------------------- |
| 1     | Pakistan | Qualifié pour la Coupe du monde de hockey sur gazon masculin 2010 |
| 2     | Japon    |                                                                   |
| 3     | Pologne  |                                                                   |
| 4     | France   |                                                                   |
| 5     | Russie   |                                                                   |
| 6     | Italie   |                                                                   |